# رودلف إرنست لانغر
رودلف إرنست لانغر (بالإنجليزية: Rudolf Ernest Langer)‏ هو رياضياتي أمريكي، ولد في 8 مارس 1894، وتوفي في 11 مارس 1968.